# جائزة سان مارينو الكبرى 2006
جائزة سان مارينو الكبرى 2006 هو سباق فورمولا 1 أقيم بتاريخ 23 أبريل 2006 في حلبة إنزو دينو فيراري، إيمولا، إميليا-رومانيا، إيطاليا. كان الرابع من أصل 18 في بطولة العالم لسباقات الفورمولا واحد موسم 2006. حلّ الألماني مايكل شوماخر أولا بينما جاء الإسباني فرناندو ألونسو في المركز الثاني وحصل على المركز الثالث الكولومبي خوان بابلو مونتويا.